# Heunischhof
Heunischhof ist ein Gemeindeteil der Stadt Treuchtlingen im Landkreis Weißenburg-Gunzenhausen (Mittelfranken, Bayern). Heunischhof liegt in der Gemarkung Treuchtlingen.

## Lage und Verkehr
Die Einöde mit zwei Wohngebäuden liegt in der Südlichen Frankenalb westlich von Treuchtlingen auf der Jura-Hochebene.
Etwas nördlich vom Heunischhof führt die Staatsstraße 2216 vorbei, von der zwischen Treuchtlingen-Ziegelhütte und Windischhausen eine Verbindungsstraße zum Ort abzweigt.

## Ortsname
Der Ortsname wird gedeutet als „Hof eines Besitzers namens Heinisch“.

## Geschichte
Der Hof dürfte im 13./14. Jahrhundert angelegt worden sein. Die Ersterwähnung vom 2. Oktober 1346 besagt, dass Burkard von Seckendorff-Jochsberg den Heunischhof von den Besitzungen des Wirich von Treuchtlingen erwarb. 1516 blieb der Hof beim Verkauf des Schlosses und des Marktes Treuchtlingen an den Deutschen Orden in Ellingen im Besitz der Herrschaft Pappenheim. Im 17. Jahrhundert zinste der Hof dem brandenburgisch-markgräfliche Verwalteramt Treuchtlingen, das sämtliche Gerichtsbarkeiten wahrnahm; das blieb so bis zum Ende des Alten Reiches. 1732 bestand der Hof aus dem Bauernhaus und einer Schafscheuer; der Zehnt ging an das Augustinerstift Rebdorf. Noch im 18. Jahrhundert wurde der Hof in zwei Halbhöfe geteilt, einen westlichen und einen östlichen. Als 1801/02 die Freihaard bei Treuchtlingen kultiviert und das Land zwischen den benachbarten Gemeinden und Einzelhöfen aufgeteilt wurde, erhielt der Heunischhof 40 Morgen als Weidefläche für seine Schafhaltung.
Beim Übergang an das Königreich Bayern 1806 bestand der Heunischhof als Gutshof mit zwei Häusern; er wurde dem Steuerdistrikt Treuchtlingen zugeteilt. 1808 erhielt er die Treuchtlinger Hausnummer 161. 1810 wurde aus dem Steuerdistrikt die Munizipalgemeinde Treuchtlingen, der wiederum der Heunischhof angehörte. 1858 wurde das Wohnhaus des östlichen Halbhofes als Gutshaus in Jura-Bauweise neu errichtet.
Südlich des Heunischhofes ist noch vor 1500 der 1286 erwähnte Hof Wolffhusen abgegangen. Dessen Flur wurde in der Folge vom Heunischhof bewirtschaftet.

### Einwohnerzahlen
- 1818: 34 Einwohner[10]
- 1824: 18 Einwohner[10]
- 1950: 21 Einwohner[10]
- 1961: 15 Einwohner, 2 Wohngebäude[13]
- 1987: 07 Einwohner[1]